# 645 TCN
645 TCN là một năm trong lịch La Mã.